# Falha do Enem de 2010

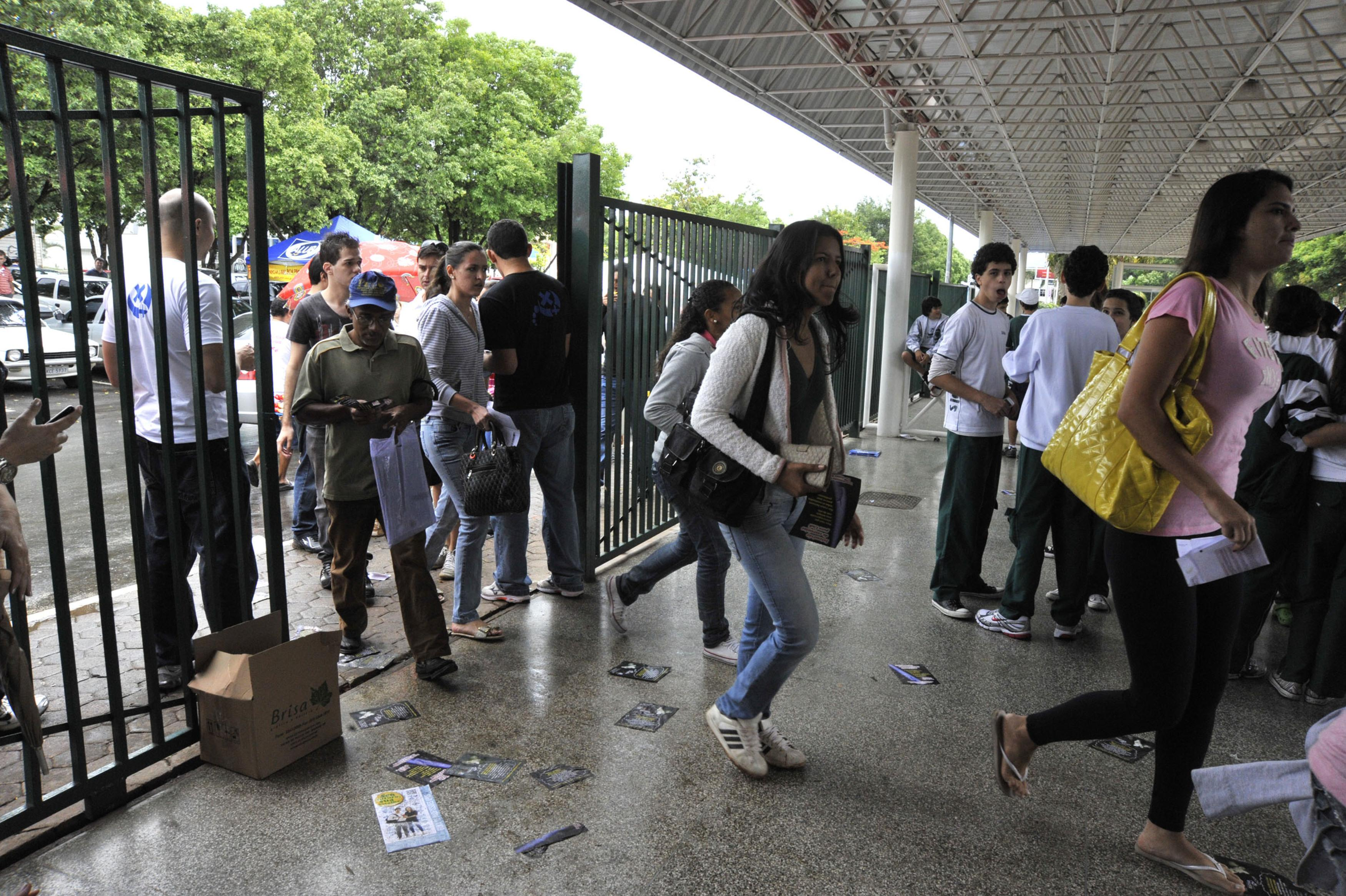
Candidatos ao Enem de 2010.

A falha do Enem de 2010 consistiu no erro de impressão em algumas das provas do Exame Nacional do Ensino Médio, teste feito no Brasil para todos os estudantes do ensino médio, com fins de seleção para várias universidades, bem como para avaliar o nível de qualidade das instituições educacionais desse nível.
A falha em 2010 levou à troca da posição das questões nas folhas de respostas e ao questionamento judicial de sua validade, sendo o Enem preventivamente suspenso por ordem da Justiça Federal no Ceará, com efeito para todo o país, e levando o governo Lula a reações variadas na defesa do exame que, pelo segundo ano consecutivo, apresentou problemas.

## Histórico
A gráfica RR Donnelley, responsável pela impressão do exame, confirmou que 33 mil cadernos da prova de cor amarela foram confeccionados contendo diversos erros. Ministradas no primeiro dia do exame, 21 mil cópias defeituosas foram distribuídas para uso. Segundo os estudantes apuraram, havia questões duplicadas, questões em falta ou perguntas diferentes com numeração igual. Além disso, disseram que havia perguntas da prova branca no caderno amarelo.
Dessa forma, o Ministério da Educação previu que cerca de duas mil pessoas tinham direito de fazer uma nova prova e anunciou que o exame poderia ser reaplicado para esses estudantes entre o fim de novembro e o começo de dezembro de 2010, portanto sem reconhecer a possibilidade de anular as provas dos demais candidatos.

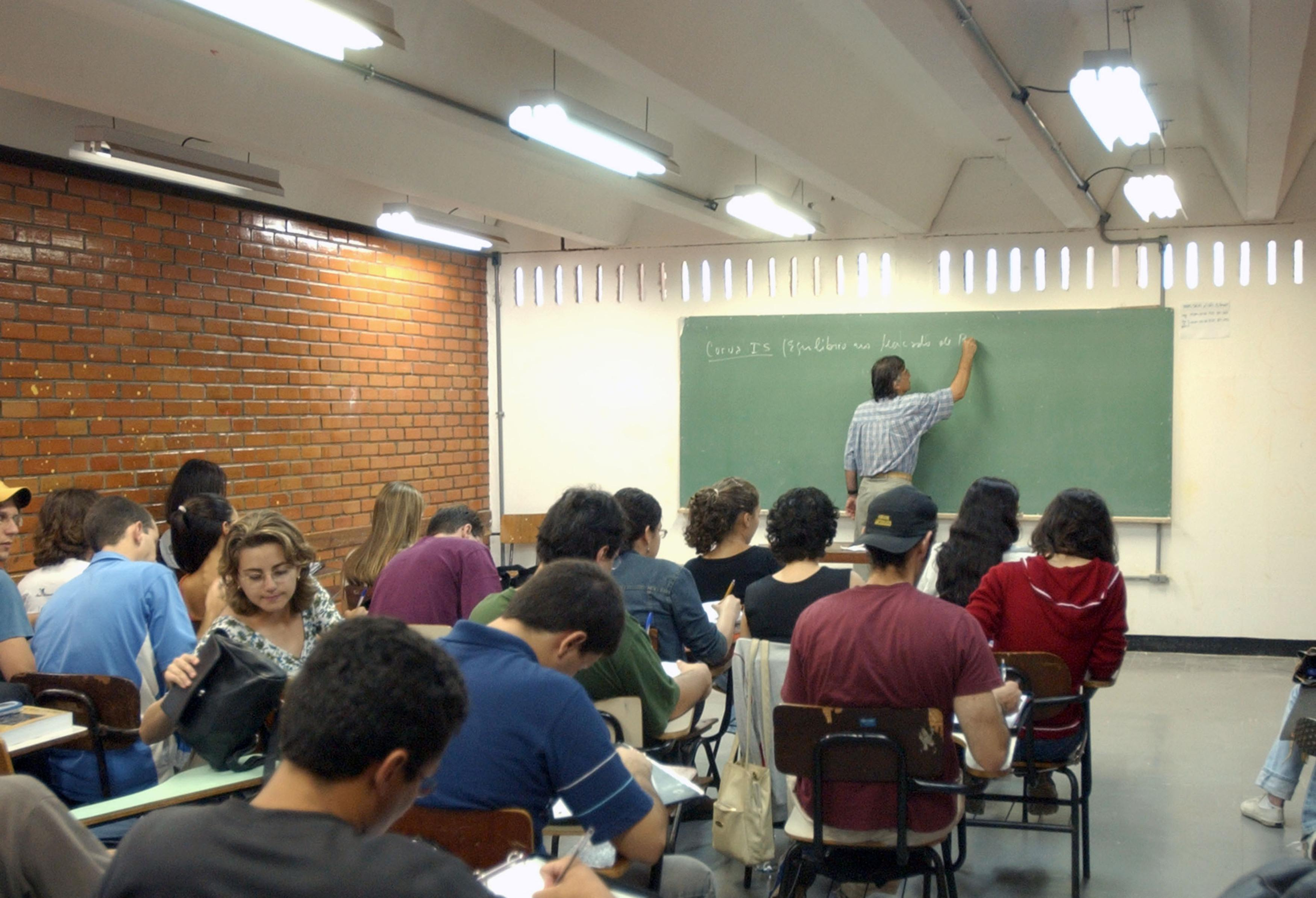
Turma de preparação para o Enem de 2010.

As falhas encontradas nas provas defeituosas foram as seguintes:
1. repetição de número para duas questões:
  1. duas perguntas exibiam o número 23;
  2. a primeira das questões com número 23 era idêntica à pergunta de número 29;
  3. a segunda questão com número 23 era igual à de número 21;
2. questões iguais:
  1. 33 igual à 38;
  2. 50 igual à 48;
  3. 54 igual à 51;
3. duplicação das questões 34, 61 e 74 em duas páginas;
4. duplicação de questões 35 e 73, mas com perguntas distintas, sendo que essa última era igual à de número 75;
5. duplicação da questão 49, com igual conteúdo;
6. duplicação da questão 73, com conteúdos distintos;
7. duplicação da pergunta 81, sendo uma idêntica à pergunta 80;
8. saltos na numeração das páginas: da 29 ia para a página 32; da 52 para a 54; da 63 para 65 e da 75 para 80;
9. inserção de páginas da "prova branca" em meio às páginas da amarela nas páginas 6-7, 9, 14, 17, 22 e 25.

## Reação do governo
Tão logo os estudantes saíam da prova e comunicavam os erros nas redes sociais da Internet, o assunto ganhou repercussão, sobretudo com o receio da repetição do fracasso do exame ocorrido em 2009. Num primeiro momento, o Ministério da Educação proferiu uma ameaça aos alunos que estavam postando comentários na rede social do Twitter. Em sua página naquela rede, o ministério ameaçou:
| “ | Alunos que já 'dançaram' no Enem tentam tumultuar com mensagens nas redes sociais. Estão sendo monitorados e acompanhados. O Inep pode processá-los. | ” |

Essa mensagem, no entanto, pode ter se referido ao uso de telefones celulares na sala de prova. No dia 10 de novembro, três candidatos foram eliminados por terem acessado o Twitter durante a prova. Os estudantes são de Tocantins, Pernambuco e Minas Gerais. Em 12 de novembro, o ministro Fernando Haddad pediu desculpas por essa mensagem em reunião com a União Nacional dos Estudantes (UNE) e a União Brasileira de Estudantes Secundaristas (Ubes). As duas entidades disseram no encontro que muitos alunos escreveram pedindo que o exame não fosse anulado.
O Presidente da República, em viagem a Moçambique, deu uma entrevista no dia 8 de novembro, na qual declarou que "O sucesso do Enem foi total e absoluto" e que nada havia dado errado, imputando as notícias de mais uma falha no Enem como obra dos que criticam o exame. No dia 10, contudo, o Presidente Lula se desdisse, afirmando que as falhas seriam apuradas pela Polícia Federal e que "Se for necessário fazer uma prova, faremos. Se for necessário fazer duas, faremos. Se for necessário fazer três, faremos, mas o Enem continuará a ser fortalecido".

## Guerra judicial e intervenção policial

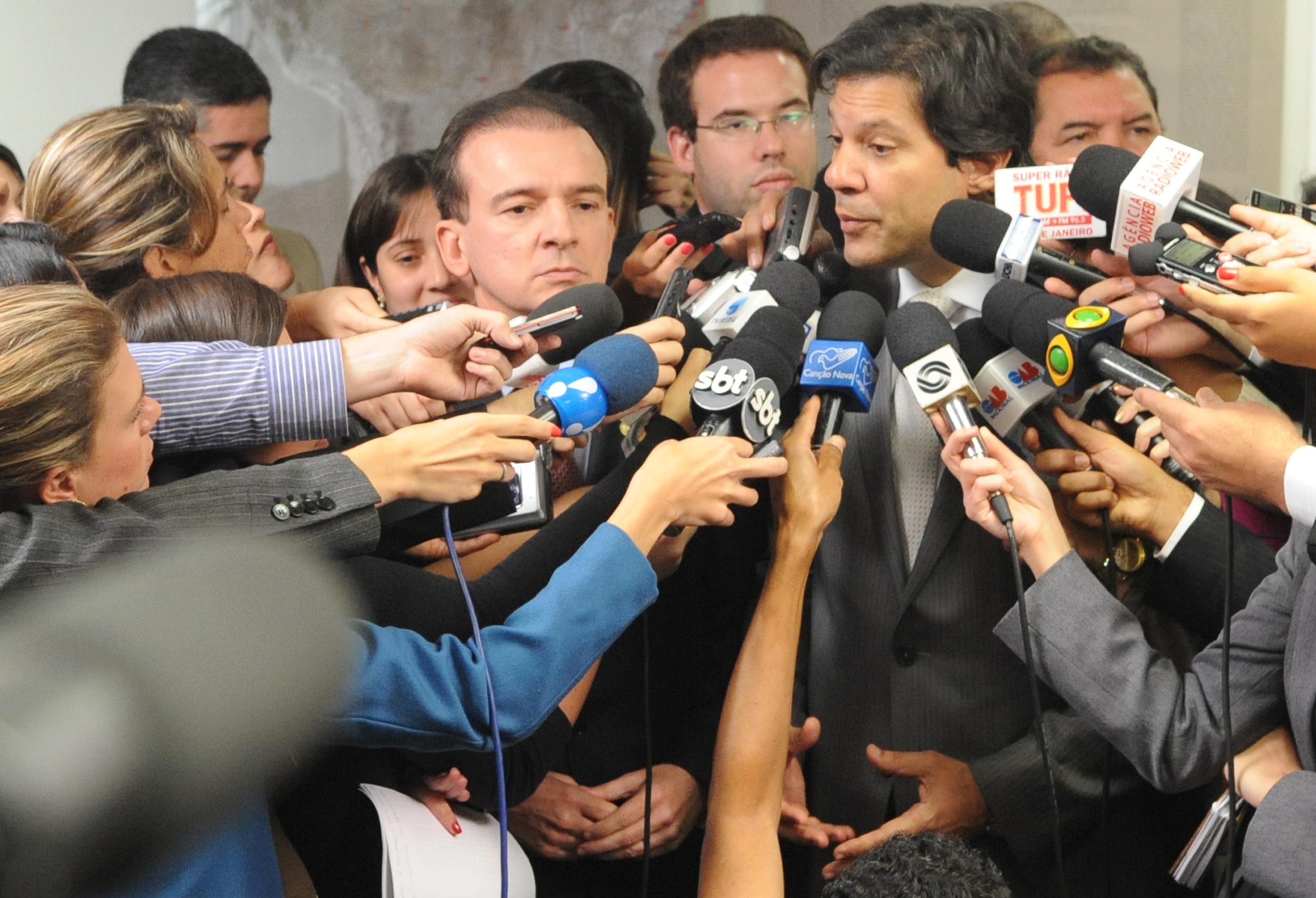
O ministro da Educação, Fernando Haddad, presta esclarecimentos sobre a falha do Enem, ao lado do presidente da
OAB, Ophir Cavalcante.

A juíza Karla de Almeida Miranda Maia, da 7ª Vara de Justiça Federal do Ceará, suspendeu liminarmente todo o exame e informou, na tarde de 9 de novembro, que a decisão envolvia também a divulgação das respostas ao gabarito e que não se poderia fazer nova prova:
| “ | A disponibilização de requerimento àqueles estudantes prejudicados pela prova correspondente ao caderno amarelo e a intenção de realizar provas apenas para os que reclamarem administrativamente não resolve o problema. Novas provas poriam em desigualdade todos os candidatos remanescentes. Do mesmo modo, novas provas não solucionaram o problema da segurança na aplicação do exame. | ” |

A Advocacia Geral da União declarou que iria recorrer da decisão. A juíza que emitiu a liminar poderia não revertê-la, hipótese na qual o recurso contra a manutenção teria que ser encaminhado ao Tribunal Regional Federal da 5ª Região. O MEC pretendia criar uma página na Internet para que os alunos reclamassem da prova, mas desistiu de fazê-lo em face da sentença judicial.
O problema se agravou mais ainda porque houve a denúncia de que um dos temas da redação do exame havia vazado antes da prova, segundo relatos de estudantes e de um professor da cidade pernambucana de Petrolina. Os estudantes receberam dois textos para escolher entre o trabalho do futuro e a escravidão, isto é, havia duas alternativas de texto. Os professores haviam montado um posto de apoio para os candidatos e vários deles pediram ajuda para o caso de o tema ser trabalho e escravidão. Consta que um estudante recebeu a informação em São Raimundo Nonato, a cerca de 300 quilômetros de Petrolina, e a notícia se espalhou.
A Polícia Federal da vizinha cidade de Juazeiro (Bahia) investigou a denúncia, quatro pessoas foram ouvidas e pelo menos duas delas eram professores do curso Geo Pré-Vestibular de Petrolina. O inquérito policial concluiu que houve vazamento da prova. Uma professora de Remanso, no interior da Bahia, viu o tema da redação duas horas antes e ligou para o marido em Petrolina. Este avisou o filho, que pediu aos professores orientação sobre o tema "trabalho e escravidão". A professora, que era aplicadora da prova, e o marido foram acusados de violação de sigilo funcional e podem pegar até seis anos de prisão.
Em 12 de novembro, a decisão judical foi derrubada pelo presidente do Tribunal Regional Federal da 5ª Região, Luiz Alberto Gurgel de Faria.

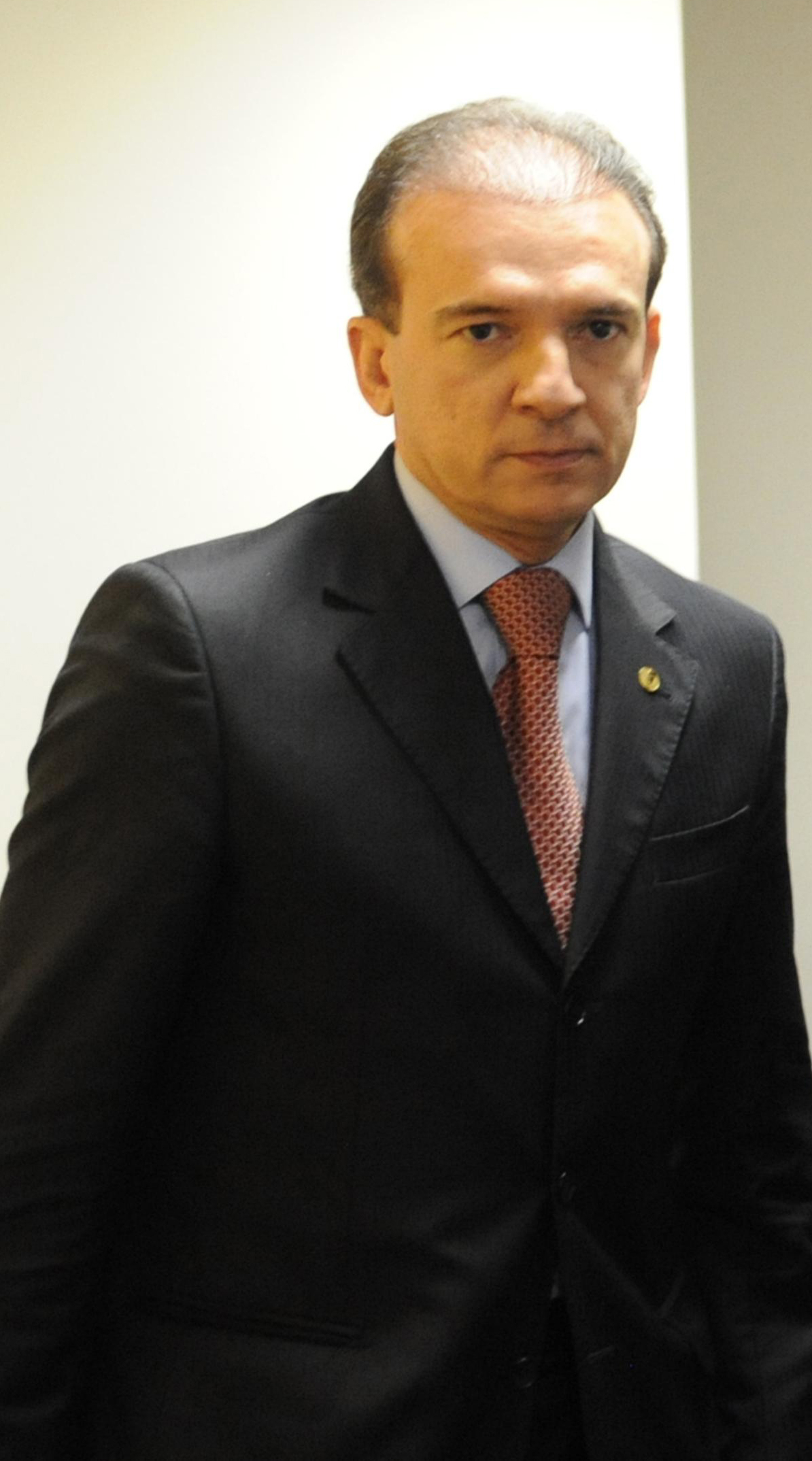
Ophir Cavalcante, presidente da OAB, pediu a anulação da prova devido aos vazamentos.

Com a derrubada da liminar, o MEC anunciou que divulgaria o gabarito da prova e um novo exame poderia ser feito em 4 e 5 de dezembro. A página da Internet que receberia reclamações e que foi suspensa foi disponibilizada para quem desejasse pedir a correção do gabarito invertido. A Advocacia Geral da União disse que não havia motivos para anular o Enem de 2010 porque foi um erro restrito a um pequeno número de candidatos e que o exame tem se consolidado como forma de seleção nas universidades e até nas empresas. Entretanto, o procurador do Ceará Oscar Costa Filho entrou com recurso contra a decisão do TRF de liberar o Enem, solicitando que todos os quinze desembargadores do tribunal revissem a questão. O procurador também criticou a página da Internet para pedido de correção do gabarito invertido. Nas palavras dele:
| “ | Estão apostando na teoria do fato consumado. Querem concluir o Enem porque acham que depois não dá para tirar o aluno da faculdade, mas, se a Justiça entender que o exame não valeu, os alunos podem perder a vaga. | ” |

O gabarito da prova foi divulgado na tarde de 12 de novembro. Em 17 de novembro, a Justiça Federal do Ceará assegurou a todos os candidatos prejudicados pela prova amarela ou pela inversão do gabarito o direito de fazerem nova prova, bastando para isso fazerem um requerimento no sítio do Enem. A sentença também determinou que o sítio do Ministério da Educação mantivesse a página de reclamação no ar até as 23h59min do dia 26 de novembro. O MEC já havia resolvido convocar, na última semana de novembro, os dois mil candidatos prejudicados para nova prova, cuja data seria fixada no mesmo dia da convocação. Admitiu também a alternativa de correção invertida dos gabaritos. Conforme a decisão judicial, qualquer candidato poderia pedir para fazer nova prova.
Em 18 de novembro, a nova liminar foi derrubada pelo presidente do Tribunal Regional Federal da 5ª Região, Luiz Alberto Gurgel de Faria, no Recife, sob o argumento de que alterar o cronograma do MEC implicaria atrasar o processo seletivo das universidades. Dessa forma, voltou a valer a decisão do ministério de refazer a prova para dois mil candidatos da prova amarela e corrigir em ordem inversa as provas de outros candidatos.
Em 19 de novembro, o procurador Oscar Filho se reuniu com estudantes e decidiu entrar com nova ação judicial para que qualquer aluno obtivesse o direito de fazer nova prova. Ele disponibilizou na Internet a liminar que foi derrubada para que os estudantes pudessem fortalecer seus recursos junto ao MEC. Segundo o procurador, não havia como o MEC saber quais candidatos foram prejudicados, portanto se deveria assegurar a todos o direito de fazerem nova prova.
Em 23 de novembro, o MEC anunciu que a prova seria feita em 15 de dezembro para 2.817 alunos e apenas com questões de ciências humanas e ciências da natureza.
Em 26 de novembro, a Defensoria Pública da União no Rio de Janeiro enviou um oficio ao Ministério da Educação pedindo que a data da prova fosse adiada. O defensor federal André Ordacgy alegou que muitos estudantes trabalhavam e não poderiam fazer a prova numa quarta-feira, além do que o trânsito intenso poderia impedir o acesso ao local de prova e muitas universidades fariam vestibular no mesmo dia. O MEC disse que escolheu a data, 15 de dezembro, para não coincidir com os vestibulares do país. Ainda no dia 26, a Polícia Federal anunciou que investigaria uma possível nova fraude. Um aluno de Petrolina teria visto a prova dias antes e oferecido o gabarito aos amigos.
Em 30 de novembro, o procurador Oscar Costa Filho entregou um relatório ao presidente da Ordem dos Advogados do Brasil,. Segundo o Ministério Público Federal do Ceará, o exame estava viciado e encaminharia o relatório à Justiça Federal para fundamentar a ação incidental declaratória, anulando com isso a prova do Enem de 2010. Em 1º de dezembro, a OAB pediu a anulação da prova devido ao vazamento do tema da redação em Remanso. Segunda a entidade, isso foi um fato grave que pode ter envolvido mais candidatos e foi de qualquer forma uma quebra de sigilo em certame público. O MEC manteve a posição de que o caso de vazamento se restringiu a um estudante, que já tinha sido eliminado.
Em 2 de dezembro, o Ministério da Educação e o Instituto Nacional de Estudos e Pesquisas Educacionais Anísio Teixeira (Inep) se recusaram a firmar um acordo com a Procuradoria Geral da República para solucionar as falhas do Enem. Conforme o acordo, o Inep deveria corrigir as questões 1 a 45 como sendo das disciplinas ciências humanas e suas tecnologias e as questões 46 a 90 como sendo da disciplina ciências da natureza e suas tecnologias. Deveria também apresentar lista de candidatos prejudicados e dar ampla margem para recursos. Com a recusa do acordo, a ação civil pública do procurador Oscar Costa Filho continuou correndo na Justiça Federal do Ceará.
Em 3 de dezembro, a Defensoria Pública de Minas Gerais entrou com pedido de liminar na Justiça Federal para que o MEC possibilitasse a todos os alunos que se sentiam prejudicados a realização de nova prova e não somente aos que o ministério convocasse, que seriam apenas 2.817. O MEC divulgou nota dizendo que "cumprirá fielmente a decisão do Tribunal Regional Federal da 5ª Região, o quê, na sua opinião, esgota o assunto". Essa decisão do TRF foi favorável à solução proposta pelo governo.
Em 7 de dezembro, a Justiça Federal de Minas Gerais decidiu que a competência para jugar a ação civil pública com pedido de liminar iniciada naquele estado pertencia à Justiça Federal do Ceará porque existia conexão entre os processos que tramitavam nos dois estados. Em 9 de dezembro, o Inep publicou no Diário Oficial da União uma lista de 218 municípios de dezessete estados para que os 2.817 estudantes convocados refizesem as provas de ciências humanas e ciências da natureza. Dessa forma, o Ministério da Educação seguiu firme na sua decisão de refazer o Enem somente para os candidatos prejudicados.
Em 10 de dezembro, o Inep convidou 9.500 estudantes, bem mais que os 2.817 previstos, e anunciou que nenhum seria obrigado a fazer a prova, valendo então a correção da prova anterior. A maior parte deles, 60 por cento, eram de Paraná e Santa Catarina.

## Mais repercussões
A senadora Marisa Serrano convocou o ministro da educação Fernando Haddad para prestar esclarecimentos a fim de garantir a lisura desse vestibular estatal, principalmente diante do grave problema ocorrido em 2009. A senadora disse ter recebido e-mails de vários candidatos, inclusive de um que cometeu erros e apagou suas respostas com a saliva e o dedo. A audiência foi marcada para a terceira semana de novembro e o ministro disse que não havia nada a esconder. Disse também que o erro estava dentro da margem de tolerância técnica nos vestibulares e que pretendia divulgar o gabarito apesar da decisão da Justiça.
Ainda segundo o ministério, a checagem das provas só pode ser feita por amostragem porque não há servidores para reverem cinco ou dez milhões de provas e que o erro corresponde a apenas 0,003% do volume impresso. A gráfica sustentou o argumento de que o contrato com o governo exigia sigilo e a revisão não poderia ser feita com o material impresso, mas reconheceu o erro de montagem no caderno amarelo.

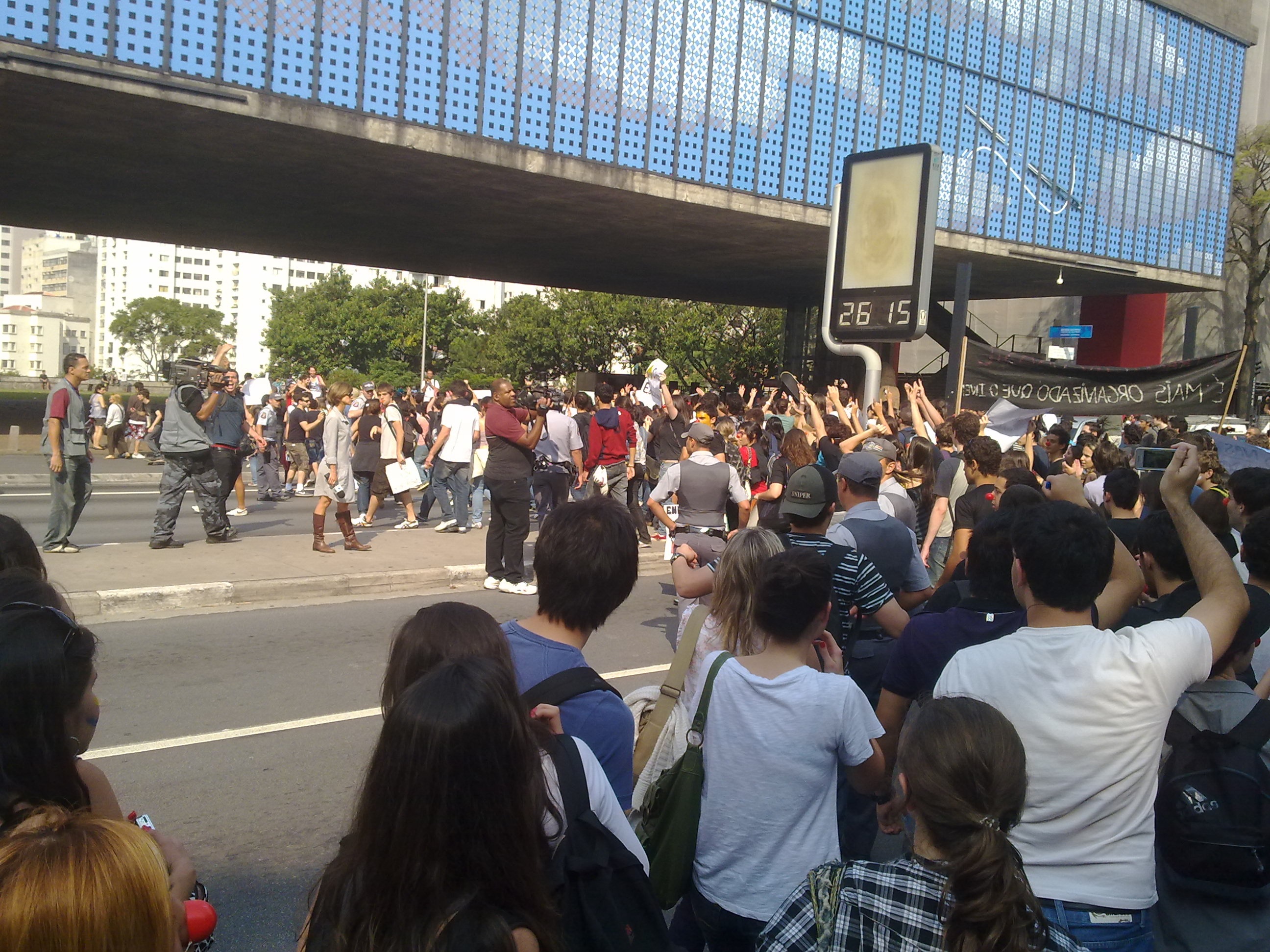
Protesto dos estudantes na Avenida Paulista.

A teoria matemática utilizada para construção das provas admite como parâmetros a discriminação, o grau de dificuldade e o acerto casual. O foco é a questão individual e se calcula a probabilidade de o aluno acertar cada uma em separado, portanto as questões possuem pesos diferentes e cada uma leva vários fatores em consideração. A teoria é usada desde 1995 no Sistema Nacional de Avaliação da Educação Básica (Saeb) e começou a ser usada no Enem em 2009. Especialistas ouvidos pelo Portal G1 disseram que a teoria garante que uma nova prova não beneficiaria os estudantes porque a chance de acertar ou errar não se altera, o grau de dificuldade é o mesmo.
As entidades estudantis se mobilizaram contra a crise. Em Niterói, os estudantes fizeram uma passeata com narizes de palhaço e gritos de ordem e no Ceará eles se organizaram via Orkut (na comunidade Protesto Enem 2010) para protestar em frente à Universidade Federal do Ceará, que adota o exame como único meio de acesso. As entidades recém-criadas - em função das crises de 2009 e 2010 - Nova Organização Voluntária Estudantil (Nove) e Movimento dos Vestibulandos Ativistas Sem Enem (Mova-se) também se articularam para fazerem passeatas e protestos.
Em 15 de novembro, os estudantes fizeram protestos organizados em São Paulo, Rio de Janeiro, Belo Horizonte, Curitiba e Recife. Em 16 de novembro, o ministro Fernando Haddad atendeu à convocação do Senado e compareceu para depoimento, que durou mais de três horas. Ele enfatizou o desejo de fazer mais de uma edição do Enem por ano, o que segundo ele aumenta o número de empresas que participam do processo, diminui o número de inscritos e atenua o risco de erros.
O ministro disse que o cronograma de 2010 estaria mantido com a divulgação de notas em janeiro de 2011 e que os estudantes prejudicados fariam nova prova em data ainda não definida. Haddad não eximiu o Inep de responsabilidade, mas reiterou que o Enem tem sido uma alternativa moderna e é a única solução para o modelo clássico de vestibular. Disse também que as gráficas contratadas em 2009 e 2010, Plural e RR Donnelley Moore, eram as únicas no país capazes de dar conta da demanda de impressão do Enem.
Haddad declarou ainda que o Enem poderia ter validade por mais de um ano e que os estudantes prejudicados em 2010 poderiam ser indenizados. Em 17 de novembro, o ministro compareceu à Câmara dos Deputados para nova rodada de explicações. Segundo ele, a Polícia Federal cruza os dados dos candidatos com os dos fiscais das salas para ver se há parentesco. Além de repetir as declarações do dia anterior, ele disse que a Organização das Nações Unidas emitiu uma nota técnica que valida a metodologia aplicada para a construção da prova do Enem.
Segundo  o neurocientista brasileiro Miguel Nicolelis, professor da Universidade de Duke e fundador do Instituto Internacional de Neurociências de Natal, "só os donos de cursinhos e aqueles que não querem a democratização do acesso à universidade podem ter algo contra o Enem". Sobre a entrevista do ministro Fernando Haddad ao programa Bom Dia Brasil, da TV Globo, questionou: "Como jornalistas  que num dia falam de incêndio, no outro, de escola de samba, no outro, ainda, de esporte, podem se arvorar em discutir um assunto tão delicado como o sistema educacional? Pior é que ainda se acham entendedores. Só no Brasil educação é discutida por comentarista esportivo!".

## Conclusão da crise
Em 15 de dezembro, os estudantes refizeram as provas de ciências humanas e ciências da natureza, desta vez sem falhas do governo ou da gráfica. Entretanto, houve 50 por cento de abstenção entre os 9.500 estudantes convocados, o que surpreendeu o MEC. As opiniões sobre a prova se dividiram, alguns a consideraram fácil e outros difícil. Muitos reclamaram de ser um dia de trabalho (quarta-feira), o que os obrigou a faltar. O alto índice de evasão se deveu a muitos candidatos não se acharem prejudicados pela prova anterior, além do que muitos resolveram tentar ingresso em universidades com vestibular tradicional. Por outro lado, houve alunos não-convocados que recorreram à Justiça para fazerem a nova prova.
Em 21 de dezembro, o Inep divulgou o gabarito da prova. As notas dos candidatos foram conhecidas em 14 de janeiro de 2011. Após a divulgação, muitos estudantes relataram que suas notas do segundo dia de provas, inclusive a da redação, não foram publicadas. No lugar das notas, havia apenas um traço. Relataram também que suas presenças apareceram como "anuladas". Com isso, muitos alunos ficaram impossibilitados de se inscreverem no SiSU (Sistema de Seleção Unificada), que dá acesso aos estudantes para que escolham o curso pretendido numa instituição de ensino superior (para as que usam a nota do Enem) de acordo com seu resultado.
O MEC alegou que esses estudantes não marcaram corretamente a cor dos seus cadernos no cartão de respostas, mas um erro semelhante ocorreu na primeira edição do Enem (após sua reformulação), em 2009. Cerca de novecentas pessoas também tiveram suas redações anuladas e suas notas do segundo dia marcadas apenas por um hífen. Esse erro só veio a ser corrigido depois do encerramento das inscrições no SiSU.
Na edição de 2010, foram contabilizadas mais de dezessete mil pessoas de todo o país (dez mil no primeiro dia e mais sete mil no segundo) que reclamaram de suas redações anuladas e de não terem suas notas divulgadas (geralmente as do segundo dia).
Verificada pelo MEC, a anulação das notas do segundo dia se deu por vários motivos:
1. a não-assinatura do participante, em alguns casos;
2. a não-marcação (ou marcação incorreta) da cor do caderno de provas;[56]
3. candidato(s) que ultrapassou(aram) o tempo-limite para a realização da prova.

O defensor público Carlos Henrique Gondim, juntamente com o procurador Oscar Costa Filho, ingressou com nova ação civil pública na Justiça Federal do Ceará para suspender a divulgação das notas do SiSU e oportunizar aos estudantes ingressarem com recursos contra as notas, tendo em vista que muitos alegaram que suas notas não poderiam ser as que foram divulgadas. Para ele, o Ministério da Educação deveria disponibilizar os espelhos das provas para que os candidatos pudessem verificar pessoalmente suas notas. Gondim ressaltou que a ação era contra a ilegalidade de impedir vistas da prova e recursos contra as mesmas, ferindo o princípio constitucional de ampla defesa e também os princípios de impessoalidade e motivação de atos administrativos.
Além dos problemas acima, houve uma série de falhas no sistema de informática do SiSU, que causou a perda do cargo de Joaquim Soares Neto como presidente do Inep. O congestionamento do sistema causou erros na exibição de páginas e erros no reconhecimento de senhas. Em resposta, o MEC prorrogou as inscrições até o dia 20 de janeiro. Alguns estudantes obtiveram ordem judicial para que suas redações fossem revistas e Malvina Tuttman, a nova diretora do Inep, disse que o Enem poderia passar a ser aplicado mais de uma vez por ano. O Inep também permitiu aos estudantes verificarem o motivo de anulação de suas provas no sítio oficial da entidade. O número de inscritos no SiSU chegou a mais de dois milhões de candidatos.
Em 20 de janeiro, a Justiça Federal do Ceará concedeu liminar para que os estudantes tivessem acesso aos espelhos das provas e pudessem interpor recursos no prazo de dez dias. A decisão valeria para todo o país. A Justiça Federal do Rio de Janeiro também concecedeu liminar para prorrogar a inscrição no SiSU até 26 de janeiro nesse estado e o Ministério Público pediu a extensão dessa liminar a todo o país. No mesmo dia, o Tribunal Regional Federal deferiu o pedido da Advocacia Geral da União para que o MEC não precisasse prorrogar a inscrição no Rio de Janeiro.
Em 21 de janeiro, o Superior Tribunal de Justiça cassou todas as liminares que permitam acesso à prova e prorrogavam a inscrição no SiSU. O ministro Fernando Haddad disse que isso era fundamental para dar continuidade ao processo e que não se poderia atrasar o calendário letivo dos alunos. A decisão valeria até o julgamento do mérito das decisões estaduais pelo STJ. Em entrevista coletiva, Haddad disse que a falha nas inscrições no SiSU não foi falta de planejamento e sim de infraestrutura para dar conta de até 1.303 inscrições por minuto no pico e mais de dois milhões de inscritos no total, contra a média histórica de oitocentos mil. O presidente da Ordem dos Advogados do Brasil, Ophir Cavalcante. Além disso, ele criticou a guerra jurídica iniciada pelo Ministério Público Federal, que teria cedido às pressões dos estudantes e criado insegurança no processo do Enem.
Em 23 de janeiro, o Ministério da Educação divulgou a lista de aprovados na primeira chamada do SiSU. Foram selecionados 82.949 candidatos para 83 instituições de ensino superior do país todo. O número de aprovados correspondeu a um terço do número de participantes do Enem 2010. Os estudantes foram convocados para efetuarem suas matrículas nas instituições e o MEC garantiu a realização de mais duas chamadas se houvesse vagas disponíveis após o fim do período de inscrição.